# Dương Minh Uy
Dương Minh Uy (tiếng Trung: 楊銘威; bính âm: Yáng Míng Wēi) là một nam diễn viên kiêm ca sĩ người Đài Loan.

## Điện ảnh

### Phim truyền hình
- 2007 Tôi muốn trở thành một quả hồng cứng
- 2008 Nhà của bạn là nhà của tôi
- 2009 Phép thuật 18
- 2010 Người yêu bóng chuyền
- 2011 Kết hợp hoàn hảo kỳ lạ
- 2013 Lucky Touch
- 2013 Cuộc sống thứ hai
- 2014 Yêu tôi
- 2014 kính thưa mẹ
- 2015 Định luật tình yêu của Murphy
- 2015 Tình anh em
- 2016 Một ngày tốt lành
- 2016 Yêu Như Một Đại Dương
- 2017 Maruko
- 2017 Tình yêu, vượt thời gian
- 2017 Hẹn gặp bạn trong thời gian
- 2019 Lợi ích tốt nhất
- 2020 U Motherbaker
- 2020 Kẻ trừng phạt ác quỷ
- 2021 Người quản lý của chị tôi
- 2021 Tạo hình của một người phụ nữ bình thường 2

### Bộ phim
- 2010 Gần bạn
- 2017 Câu chuyện về một chiếc đồng hồ hai thời gian

## Giải thưởng và đề cử
| Năm  | Giải thưởng                            | Hạng mục                                            | Phim                              | Vai trò              | Kết quả   |
| ---- | -------------------------------------- | --------------------------------------------------- | --------------------------------- | -------------------- | --------- |
| 2015 | Giải thưởng Opera Trung Quốc lần thứ 4 | Giải Lá xanh đẹp nhất                               | 《kính thưa mẹ》                  | Xiao Guoqin (蕭國欽) | Đoạt giải |
| 2021 | Giải thưởng Chuông vàng lần thứ 56     | Nam diễn viên phụ trong một chương trình chính kịch | 《Mẹ chồng sao mà dễ thương the》 | Su Bingren 蘇秉仁    | Đề cử     |

## Liên kết
- Dương Minh Uy trên IMDb
- Dương Minh Uy trên Instagram
- 楊銘威 trên Facebook